# Solus (sistema operacional)
Solus é um sistema operacional independente baseado no kernel Linux. Foi criado como sucessor do SolusOS e EvolveOS, ambos sendo criações anteriores de Ikey Doherty. Hoje é oferecido no modelo rolling release e implementa um novo gerenciador de pacotes baseado no PiSi, chamado eopkg. Também deu origem a um novo ambiente gráfico, o Budgie Desktop.

## História
Em 20 de setembro de 2015, Ikey Doherty anunciou que "o Solus 1.0 terá o codinome Shannon, pelo Rio Shannon da Irlanda", indicando que "os codinomes para lançamentos futuros continuarão tendo essa temática, usando rios irlandeses." 
Em julho de 2016, a Solus anunciou o descarte do conceito de releases fixos em prol de um modelo de Rolling release. 
Em janeiro de 2017, Doherty anunciou que o Solus irá adotar Flatpak para reempacotar aplicações de terceiros.  Isso irá melhorar significantemente a disponibilidade de software de provedoras as quais as licenças de software previnem a distribuição pelo próprio repositório de software do Solus. Em agosto, Doherty anunciou que o Solus também viria a adotar o Snappy (similar ao Flatpak).  Tendo ambos Flatpak e Snappy, teria-se assim resolução para o problema da distribuição do "Google Chrome", oferecendo aos usuários mais opções de escolha em geral.
No dia 13 de Junho do mesmo ano, foi anunciada a expansão da equipe de desenvolvimento com a adição de Stefan Ric, e também que Ikey Doherty - anteriormente trabalhando para a Intel no projeto Clear Linux - iniciou trabalho em tempo integral para o Solus. 
Em 2 de novembro de 2018, o site de tecnologia Phoronix publicou uma carta aberta do fundador original Ikey Doherty confirmando sua saída do projeto, entregando "todos e quaisquer direitos intelectuais, de nome e de marca relativos à propriedade do Solus" ao time de desenvolvimento "com efeitos imediatos e permanentes, reconhecendo-os como donos oficiais e líderes do projeto." 

## Características
Dentre os aplicativos incluídos por padrão estão o Mozilla Firefox, Transmission, GNOME MPV, Rhythmbox e GNOME Files (Nautilus).
Software adicional é obtido pela Software Center, desenvolvida para o Solus. Esta possui uma seção dedicada a software proprietário/de terceiros, como Google Chrome, Flash, Skype, TeamViewer e Spotify. Codecs para os formatos de mídia mais populares já são inclusos na instalação.

## Ambiente gráfico
Budgie Desktop é o ambiente gráfico padrão, que busca proporcionar uma experiência não muito distante do desktop tradicional sem deixar de fornecer recursos bem valorizados de ambientes gráficos mais modernos. Um dos recursos que se destaca é o painel lateral Raven, capaz de exibir "widgets" como o calendário, player de música, controle de saída e entrada de áudio e outros.
Budgie é ligado às aplicações GNOME. A versão 3 incluiu suporte a "Luz noturna" e substituiu o layout padrão dos painéis e temas.
Fora anunciado por Ikey Doherty que o Budgie seria escrito com o Qt framework a partir de sua 11ª versão. Entretanto essa decisão foi repensada posteriormente, e conforme pronunciado por Joshua Strobl - um dos principais desenvolvedores da distribuição - em uma postagem da comunidade Reddit, a tendência é que o ambiente venha a adotar o GTK4 como framework. 
São fornecidas também versões com GNOME, MATE e KDE Plasma, ambas seguindo o layout e temas usados na versão Budgie. É possível instalar o ambiente gráfico i3 posteriormente, mas não há uma versão dedicada. 

## Lançamentos
| Data                    | Versão             |
| ----------------------- | ------------------ |
| 27 de dezembro de 2015  | Solus 1.0          |
| 02 de março de 2016     | Solus 1.1          |
| 20 de junho de 2016     | Solus 1.2          |
| 07 de setembro de 2016  | Solus 1.2.0.5      |
| 19 de outubro de 2016   | Solus 1.2.1        |
| 01 de janeiro de 2017   | Solus 2017.01.01.0 |
| 18 de abril de 2017     | Solus 2017.04.18.0 |
| 15 de agosto de 2017    | Solus 3            |
| 20 de setembro de 2018  | Solus 3.9999       |
| 17 de março de 2019     | Solus 4            |
| 25 de janeiro de 2020   | Solus 4.1          |
| 03 de fevereiro de 2021 | Solus 4.2          |
| 11 de julho de 2021     | Solus 4.3          |

## Popularidade
De acordo com o site Distrowatch, em 18 de agosto de 2021, o Solus foi classificado como a décima quarta distribuição mais buscada.